# Seweryn Bańkowski
Seweryn Bańkowski (ur. 1845 w Kołomyi, zm. 1928 we Lwowie) – c. k. urzędnik, starosta, radca namiestnictwa.

## Życiorys
Urodził się w 1845 w Kołomyi. Był synem księdza greckokatolickiego w Płonnej, a jego bratem był Włodzimierz Bańkowski (1851-1940, profesor gimnazjalny). Rodzina Bańkowskich wychowywała się w języku polskim, wspierała fundusz na powstanie styczniowe, stryj Seweryna walczył w szeregach Legionu Polskiego gen. Józefa Bema, zaś trzy siostry kształciły się w polskiej szkole.
W okresie zaboru austriackiego w ramach autonomii galicyjskiej wstąpił do c. k. służby państwowej. W 1879 był komisarzem powiatowym w starostwie c. k. powiatu mościskiego i w tym charakterze był zastępcą prezydującego c. k. powiatową komisją szacunkową w Mościskach. W 1882 był komisarzem powiatowym w starostwie c. k. powiatu rohatyńskiego i w tym charakterze był zastępcą prezydującego c. k. powiatową komisją szacunkową w Rohatynie. W sierpniu 1888 jako sekretarz Namiestnictwa został mianowany starostą. W marcu 1891 został przeniesiony z urzędu starosty c. k. powiatu gorlickiego na urząd starosty c. k. powiatu kołomyjskiego i pełnił go w kolejnych latach. Stanowisko pełnił z tytułem i w charakterze c. k. radcy namiestnictwa. W Kołomyi był przewodniczącym Rady Szkolnej Okręgowej w Kołomyi, jako komisarz rządowy zasiadał w kasie oszczędności, był członkiem wydziału oddziału kołomyjskiego Towarzystwa Tatrzańskiego w Krakowie. Ze stanowiska starosty kołomyjskiego odszedł we wrześniu 1899, gdy w randze radcy namiestnictwa przeszedł do służby w Namiestnictwie. Z tej okazji rada miejska w Kołomyi w uznaniu jego imieniem nazwała jedną z ulic w mieście. W 1907 jako radca namiestnictwa otrzymał tytuł radcy dworu. W 1909 był członkiem rady zawiadowczej Towarzystwa Akcyjnego Kolei Żelaznej. Przed 1918 został przeniesiony w stan spoczynku.
Zmarł w 1928 we Lwowie. Jego żoną była Maria z domu Kopystyńska (zm. 1912 we Lwowie). Ich dziećmi byli Zenon Bańkowski (1877-1947, sędzia Sądu Najwyższego), Leszek Bańkowski (1879-1940, oficer Wojska Polskiego, ofiara zbrodni katyńskiej) i Maria Bańkowska (1891-1924, powieściopisarka).

## Odznaczenia i wyróżnienia
- Order Korony Żelaznej III klasy (Austro-Węgry)[17].
- Tytuły obywatelstwa honorowego miast Rohatyn, Biecz, Kołomyja (przed 1895)[10].